# Mamut
Mamut (znanstveno ime Mammuthus) spada v družino slonov, je bližnji sorodniki današnjih slonov. Za razliko od vseh današnjih slonov so imeli dolge ukrivljene okle. Vrste mamutov, ki so živele v hladnem podnebju so bile gosto poraščene z dlako. Rod mamut je obstajal od približno 4.8 milijonov let vse do leta 1650 pr. n. št.

## Izumrtje
Zadnja vrsta rodu je bil dlakavi mamut. Velika večina mamutov je izumrla po koncu zadnje ledene dobe, pred približno 12.000 leti. Zadnji celinski dlakavi mamuti so v Sibiriji izumrli kakšnih dva tisoč let kasneje, kot večina. Izjema so bili mamuti, ki so postali ločeni od celine na otokih, zadnji dlakavi mamuti na Vranglovem otoku v severovzhodni Sibiriji so podlegli lovu 1650 let pr. n. št.
Znanstveniki si niso enotni glede vzroka za izumrtje mamutov, nekateri menijo, da jih je iztrebil človek, nekateri pa menijo, da so podlegli podnebnim spremembam po koncu zadnje ledene dobe.

## Galerija slik
- Dlakavi mamut v muzeju
- Kolumbijski mamut
- Okostje kolumbijskega mamuta (Mammuthus columbi)